# Todsünde (Band)
Todsünde ist eine Groove-Metal-Band aus Dormagen. Sie steht derzeit bei Drakkar unter Vertrag.

## Bandgeschichte
Die Band wurde 2016 im nordrhein-westfälischen Dormagen gegründet. Das erste feste Line-up bestand aus Erik Kremer (Gesang), Justin Seferi (Gitarre), Sascha Bordelius (Gitarre), Andy Kuznik (Bass) und Martin Stein (Schlagzeug). Zu Beginn trug die Band den Namen Ghost Basterds, ein Wortspiel bestehend aus „Ghostbusters“ und „Bastard“. Die Band begann zunächst als Coverband für Rock und Metal. Ab Anfang 2018 begann man eigenes Material auf Englisch und Deutsch zu schreiben. Die erste Single wurde Sell Yourself und erschien im Eigenvertrieb sowie als YouTube-Clip. Es folgte Wahrheit oder Pflicht im April 2018 sowie im November ein Cover von Dschinghis Khan.
Ende 2020 stieg Justin Sefari aus und die Gruppe machte mit Micha Dopolitski als zweiten Gitarristen weiter. Gleichzeitig folgte der Namenswechsel zu Todsünde. Im Dezember 2020 gab das italienisch-deutsche Label Rookies & Kings bekannt, die Band im Rahmen einer sogenannten „Newcomer-Offensive“ unter Vertrag genommen zu haben.
Am 14. Januar 2021 erschien die erste Single Mensch ärgere dich nicht. Die zweite Auskopplung Wir spielen Gott erschien am 25. Februar 2021. Schließlich folgte am 16. April 2021 die dritte Single Sell Yourself.
Das Debütalbum Geistesgift erschien am 7. Mai 2021 und erreichte Platz 96 der deutschen Charts.
Anfang 2022 stieg Colin Hahn an der Gitarre ein.
Das zweite Album „Herzjagd“ mit den Single-Auskopplungen „Herzjagd“, „Licht und Schatten“, „Mein Herz gehört dir“ und „Skal, mein Freund“ erscheint am 16. Juni 2023.
Zusätzlich wurde „Mein Herz gehört dir“ zum Muttertag als Piano-Version veröffentlicht.

## Diskografie

### Alben
- 2021: Geistesgift (Rookies & Kings)
- 2023: Herzjagd (Drakkar Entertainment)

### Singles
- 2021: Mensch ärgere dich nicht
- 2021: Wir spielen Gott
- 2021: Sell Yourself